# Haridwar

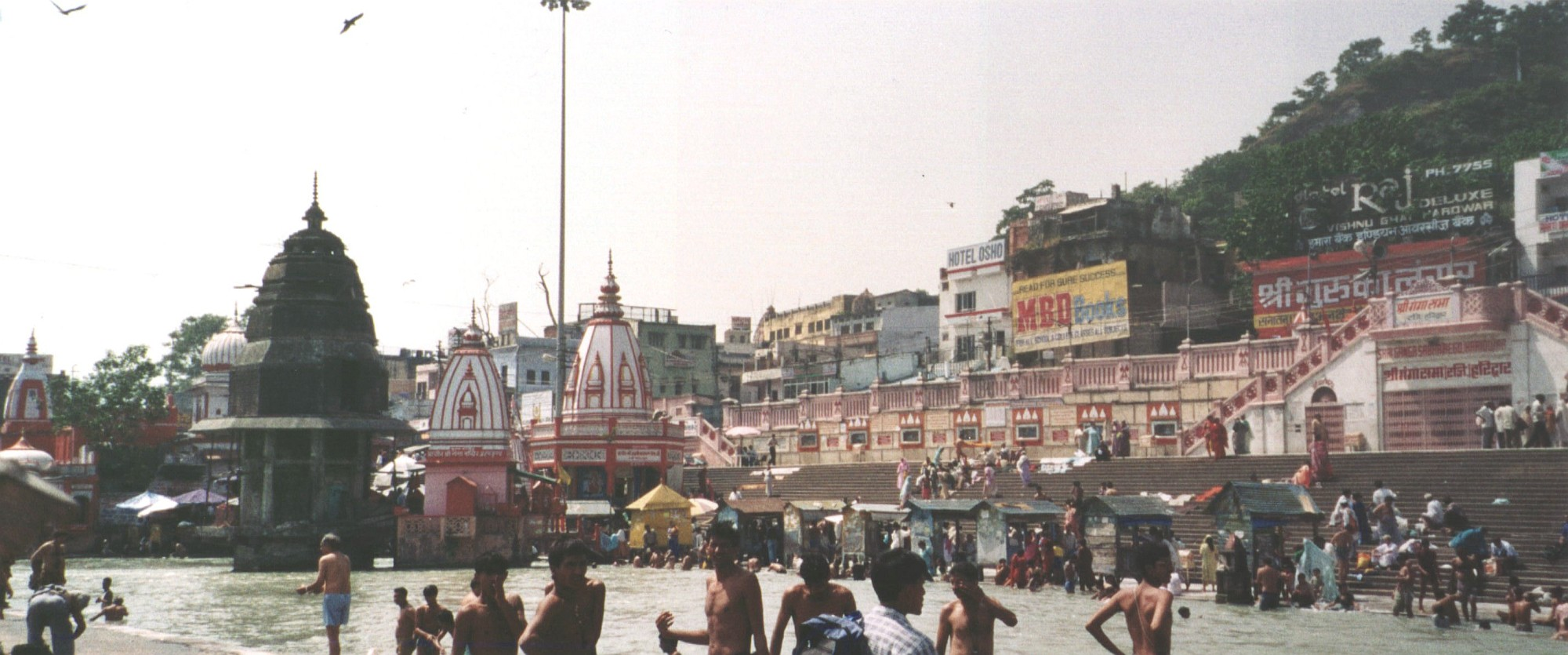
Haridwar - rytualne kąpiele w Gangesie

Haridwar (hindi हरिद्वार, trl. Haridvār, trb. Haridwar; ang. Haridwar) – miasto w Indiach w stanie Uttarakhand, na zagórzu gór Siwalik, nad rzeką Ganges.
Populacja miasta w 2001 roku wynosiła 175 010 mieszkańców.
Miasto jest miejscem pielgrzymek Hindusów do świętej rzeki Ganges (pielgrzymi przybywają tu przez cały rok, by dokonać rytualnej ablucji). Wyjątkowość tego miasta polega na tym, że w tym miejscu Ganges kończy swój górski bieg i wpływa na równiny. Na rzece znajduje się elektrownia wodna. Swój początek bierze tu Kanał Górnego Gangesu.